# Liste der Kulturdenkmäler in Frankfurt-Eckenheim
In der Liste der Kulturdenkmäler in Frankfurt-Eckenheim sind alle Kulturdenkmäler im Sinne des Hessischen Denkmalschutzgesetzes in Frankfurt-Eckenheim, einem Stadtteil von Frankfurt am Main aufgelistet.
Grundlage ist die Denkmaltopographie aus dem Jahre 1994, die zuletzt 2000 durch einen Nachtragsband ergänzt wurde.

## Kulturdenkmäler in Frankfurt-Eckenheim
| Bild                             | Bezeichnung                              | Lage                            | Beschreibung | Bauzeit | Objekt-Nr. |
| -------------------------------- | ---------------------------------------- | ------------------------------- | --- | ------- | ---------- |
| Pfarrhaus                        | Pfarrhaus                                | Eckenheimer Landstraße 326 Lage | Pfarrhaus in Formen der Neugotik als zweigeschossiger Backsteinbau unter hohem, verschieferten Walmdach mit helmbekrönten, spitzenverzierten Dachgauben und Marienfigur an der südlichen Gebäudeecke                                                      | 1895    | 154744     |
| weitere Bilder                   | Kirchturm                                | Eckenheimer Landstraße 326 Lage | Turm der 1960 abgerissenen katholischen Herz-Jesu-Kirche von 1895-1899 nach Entwürfen von Maximilian Emanuel Franz Meckel in Formen der Neugotik. Im Inneren Reste der Ausstattung (Altartafeln des Nürnbergers Rotermund und des Frankfurters Hieronymi) | 1895–99 | 154745     |
| weitere Bilder                   | Evangelische Nazarethkirche mit Kirchhof | Eckenheimer Landstraße 332 Lage | Saalkirche von 1863 nach Entwürfen des Baumeisters S. Ochs in Formen der Neogotik aus Backsteinmauerwerk. Der Kirchhof verfügt über die originale Einfriedung und ein Denkmal 1870/71                                                                     | 1863    | 154746     |
| Denkmal neben der Nazarethkirche | Denkmal neben der Nazarethkirche         | Eckenheimer Landstraße 332 Lage | Einfriedung und Denkmal von 1870/71 neben der evang. Nazarethkirche in Eckenheim. |         | 158607     |
| Heiligenstock                    | Heiligenstock                            | Homburger Landstraße 87 Lage    | Spätgotischer Heiligenstock | 1516    | 154747     |
| Studentenwohnheim Porthstraße 3  | Studentenwohnheim Porthstraße 3          | Porthstraße 3 Lage              | Modernes zwölfgeschossiges Wohnhochhaus mit Appartements nach Plänen von Paul Friedrich Posenenske für das Walter-Kolb-Studentenhaus e. V. | 1966    | 158672     |
| weitere Bilder                   | Jüdisches Portalgebäude und Friedhof     | Eckenheimer Landstraße 230 Lage | Symmetrisch mit zentralem Hof angelegter, moderner Klinkerbau nach Plänen von F. Nathan. | 1928/29 | 153052     |